# Galeazzo di Tarsia
Galeazzo di Tarsia (Napoli, 1520 circa – Belmonte Calabro, 5 giugno 1553) è stato un poeta italiano.

## Biografia
I dati biografici riguardanti Galeazzo di Tarsia sono scarsi e ambigui, e il suo canzoniere esiguo.
Tutto ciò ha fatto sì che siano nati equivoci biografici  i quali hanno condizionato anche il giudizio sull'opera poetica, descritta come l'opera solitaria di un poeta irregolare.
Il poeta, appartenente a una famiglia aristocratica calabrese, nacque probabilmente a Napoli verso il 1520. Non è noto dove abbia studiato; si ritiene abbia partecipato alle discussioni dell'Accademia Cosentina.
Si pensa inoltre che abbia compiuto un viaggio in Francia.
Sesto barone di Belmonte, esercitò la sua autorità con prepotenza, tanto che, a causa delle violenze e dei soprusi verso i sudditi di Belmonte e di Amantea, nel 1547 fu processato alla Gran Corte della Vicaria, condannato alla perdita delle prerogative feudali. Dopo un periodo di detenzione a Castel Capuano, fu confinato a Lipari dove rimase per lo meno fino al 1551. Mentre era in prigione, morì la moglie Camilla Carafa. Graziato dal Viceré Don Pedro de Toledo, nel 1553 Galeazzo di Tarsia partecipò a una spedizione contro Siena; tuttavia lo stesso anno, appena tornato a Belmonte, fu ucciso in circostanze non chiare.

### Genealogia
Una sua breve genealogia è questa:
1. Galasso di Tarsia [II Barone di Belmonte]
1.1. Nicola di Tarsia
1.2. Iacopo di Tarsia (+1492) [III Barone di Belmonte, I Signore di Tinga]
1.2.1. Galeazzo di Tarsia ("il Vecchio") (*Cosenza 1476 +marzo/aprile 1513) [IV Barone di Belmonte, II Signore di Tinga, I Signore di Santa Barbara, Capitano a Guerra (1486), Regio Consigliere (1505), Luogotenente del Maestro Giustiziere (1505), Reggente della Gran Corte della Vicaria (1510), Poeta]
1.2.1.1. Francesco di Tarsia
1.2.1.2. Vincenzo di Tarsia (+Belmonte Calabro 1536) [V Barone di Belmonte,  III Signore di Tinga, II Signore di Santa Barbara, Accademico dell'Accademia Cosentina] @(1510) Caterina del Persico (*Napoli) [Nobildonna]
1.2.1.2.1. Galeazzo di Tarsia ("il Giovane") (*Napoli 1520 +Belmonte Calabro 5 giugno 1553) [VI Barone di Belmonte, IV Signore di Tinga, III Signore di Santa Barbara, Poeta] @a(morganatico) ???; @b(1541) Camilla Carafa (+Belmonte Calabro 1549) [sorella di Luigi Carafa, II Duca di Mondragone]
1.2.1.2.1.1a. Claudiella ???
1.2.1.2.1.2b. Giulia o Juliella di Tarsia (*Belmonte Calabro 1542 +Belmonte Calabro 1554) @(> 5 giugno 1553) Tiberio di Tarsia (+Napoli 1570) [VII Barone di Belmonte, V Signore di Tinga, IV Signore di Santa Barbara, Poeta]
1.2.1.2.2. Tiberio di Tarsia (+Napoli 1570) [VII Barone di Belmonte, V Signore di Tinga, IV Signore di Santa Barbara, Poeta] @a Ippolita Carafa; @b(> 5 giugno 1553) Giulia o Juliella di Tarsia (*Belmonte Calabro 1542 +Belmonte Calabro 1554)
1.2.1.2.2.1a. Giovanni Pietro di Tarsia (*Belmonte Calabro <1552 +Belmonte Calabro 1572) [VIII Barone di Belmonte, VI Signore di Tinga, V Signore di Santa Barbara]
1.2.1.2.3. Cola Francesco di Tarsia
1.2.1.2.4. Diana di Tarsia @(1540) Pierantonio Ferrao (*Cosenza)
1.2.1.2.5. Lucrezia di Tarsia (+>1552)
1.2.1.2.6. Livia di Tarsia (+>1552)
1.2.1.3. Giovan Bernardino di Tarsia
1.2.1.4. Giovan Battista di Tarsia
1.2.1.5. Jacopo di Tarsia
1.2.1.6. Federico di Tarsia
1.2.1.7. Prospero di Tarsia
Alla morte di Giovanni Pietro di Tarsia la Baronia di Belmonte venne messa all'incanto dal Fisco.
Verrà acquistato dalla zia Diana Di Tarsia, finanziata anche dai maggiorenti belmontesi, per 20.220 ducati nel 1576.
Ma la situazione economica della Famiglia di Tarsia costringerà l'ultima erede dei di Tarsia (Diana di Tarsia) a vendere il feudo allo stesso prezzo di 20.220 ducati a Torino Ravaschieri dei Conti Fieschi di Lavagna, di Genova.

## L'opera poetica
Galeazzo di  Tarsia scrisse soprattutto dei sonetti, secondo il modello petrarchista predominante nel XVI secolo. Tuttavia la prima raccolta delle sue Rime venne data alle stampe solo nel 1617 a cura di Giambattista Basile; in precedenza erano stati pubblicati solo due sonetti, peraltro postumi, che erano stati indirizzati da Galeazzo di Tarsia a Vittoria Colonna, ma che vennero inseriti, modificandone la dedica, in una raccolta in lode di Giovanna Castriota, pubblicata alla fine del Cinquecento a cura di Sertorio Quattromani (Cosenza 1541-1607). Giambattista Basile stampò dunque trentasei componimenti (trentaquattro sonetti, una canzone e un madrigale), la cui lezione fu poi migliorata da Antonio Federico Seghezzi.
Nel frattempo, nel 1758 l'erudito cosentino Salvatore Spiriti (1713-1776), in base al "ritrovamento di un antichissimo manoscritto" oggi perduto, ma verosimilmente autorevole, curò un'altra edizione delle Rime che comprendeva 50 componimenti, 14 in più rispetto all'edizione del Basile. Fu Salvatore Spiriti a identificare il vero Galeazzo di Tarsia, confuso in precedenza con un omonimo zio. Spiriti pubblicò infatti una breve biografia del Galeazzo poeta. Probabilmente per l'imbarazzo di essersi imbattuti in un gentile poeta petrarchista, che era nel contempo un violento signorotto, l'opera di Spiriti venne ritenuta poco affidabile e l'autore si attirò commenti sarcastici e libelli satirici. La biografia del Bartelli e le moderne edizioni critiche del Bozzetti, Ponchiroli e Crupi dipendono dall'edizione di Salvatore Spiriti.